# Liebe und Diebe
Liebe und Diebe ist eine deutsche Stummfilmkomödie aus dem Jahre 1928 von Carl Froelich mit Henny Porten in der Hauptrolle.

## Handlung
Der in einem noblen Wiesbadener Hotel weilenden Baronin Anna von Belling wird ihr Schmuck, wertvolle Brillanten, gestohlen. Sie nimmt eigenhändig die Verfolgung des Diebes auf und wird prompt für eine von der Polizei seit langem gesuchte Hochstaplerin gehalten. In Gewahrsam genommen, kommt Frau von Belling erst in dem Moment wieder auf freien Fuß, als ihr eigener Onkel ihre Identität bestätigt.
Derjenige Hotelgast, der sich in ihren Augen besonders verdächtig gemacht hat, entpuppt sich als Detektiv und ihr gestohlener Schmuck als unecht. Wie durch Zufall taucht dann noch die wahre Diebin Anna Magdalena Kaludrigkeit, polizeiintern „Brillanten-Anna“ genannt, auf, die gerade von einer Diebestour zurückkommt und eine verblüffende Ähnlichkeit mit ihrer adligen Namensvetterin besitzt. Nach all dem Durcheinander sind sich Baronin Anna und der den Fall bearbeitende Polizeikommissar von Langen einander nähergekommen und heiraten.

## Produktionsnotizen
Liebe und Diebe wurde im November und Dezember 1927 gedreht, passierte die Filmzensur am 5. März 1928 und wurde am 8. März 1928 im Ufa-Palast am Zoo uraufgeführt. Der sechsaktige Film war 2231 Meter lang und wurde mit Jugendverbot belegt.
Die Bauten entwarf Franz Schroedter, Porten-Ehemann Wilhelm von Kaufmann übernahm die Produktionsleitung.

## Kritik
Wiens Neue Freie Presse berichtete am 31. März 1928 anlässlich der österreichischen Premiere: „Es ist nicht alles ein Lustspiel, was vorgibt, ein solches zu sein, nicht alles heiter, was sich bemüht, erheiternd zu wirken. (…) In das Halleluja dieses triumphierenden Finales hineinmischt sich jedoch unabweisbar das Bedauern, dass Henny Porten, die sich so oft als ausgezeichnete Lustspieldarstellerin voll Humor bewährt hat, nun ihre Fähigkeiten an solch eine in der Durchführung witzarme Angelegenheit verschwendet. Wo keine Texteinfälle sind, hat auch die beste Schauspielerin das Recht verloren – das Recht auf Wirkung nämlich. Und mit Verwunderung fragt man sich, warum für dieses Stück so viele zeichnen, da doch so wenig Bedeutendes daran zu verzeichnen ist.“
In Paimann’s Filmlisten ist zu lesen: „Das Sujet ist recht amüsant, wenn auch größere Genauigkeit in der Durcharbeitung diesem zugrunden liegenden Kriminalaffäre von Vorteil gewesen wäre. Die Regieführung ist kontinuierlich, bringt hübsche Details, und weiß das Ensemble gut zu verwenden. Die Aufmachung ist mit Ausnahme weniger Szenen ebenso wie die Photographie durchaus befriedigend. – Gesamtqualifikation: über dem Durchschnitt.“